# Бекирли
 Тази статия е за историческото село в Гърция.  За селото в Северна Македония вижте Бекирлия.  
Бекирли или Бекерли (на гръцки: Μπεκερλή) е бивше село в Гърция, дем Пеония, област Централна Македония.

## География
Селото е било разположено северно от град Ругуновец (Поликастро), близо до границата със Северна Македония.

## История

### В Османската империя
В началото на XX век Бекирли е турско село в Гевгелийска каза на Османската империя. В „Етнография на вилаетите Адрианопол, Монастир и Салоника“, издадена в Константинопол в 1878 година и отразяваща статистиката на населението от 1873 година, Бекерлия (Bekerlia) е посочено като село с 15 домакинства и 50 жители помаци. Според статистиката на Васил Кънчов („Македония. Етнография и статистика“) в 1900 година Бекярлий има 200 жители турци.

### В Гърция
След Междусъюзническата война в 1913 година селото остава в Гърция. Боривое Милоевич пише в 1921 година („Южна Македония“), че Бекирли  има 40 къщи турци. Селото се разпада през Първата световна война.
| Година    | 1913 | 1920 | 1928 | 1940 | 1951 | 1961 | 1971 | 1981 | 1991 | 2001 | 2011 | 2021 |
| --------- | ---- | ---- | ---- | ---- | ---- | ---- | ---- | ---- | ---- | ---- | ---- | ---- |
| Население | 246  |      |      |      |      |      |      |      |      |      |      |      |